# Lorenzo Insigne
Lorenzo Insigne (n. 4 iunie 1991, Frattamaggiore, Campania, Italia) este un fotbalist italian liber de contract, care joacă pe post de mijlocaș sau mijlocaș lateral. Pe plan internațional, are prezențe la națională pentru Italia U20⁠(d), Italia U21⁠(d) și Italia.
Este fratele fotbalistului Roberto Insigne.

## Palmares

### Club
Pescara
- Serie B: 2011–12

Napoli
- Coppa Italia: 2013–14, 2019–20
- Supercoppa Italiana: 2014

### Echipa națională
- Campionatul European: 2020

### Individual
- AIC Gran Galà del Calcio - Best Player in Serie B: 2012
- Coppa Italia Top Goal-scorer: 2013–14